# Jeux de la Commission de la jeunesse et des sports de l'océan Indien 2004
Navigation
Jeux 2001 Jeux 2006
Les Jeux de la Commission de la jeunesse et des sports de l'océan Indien 2004, quatrième édition des Jeux de la Commission de la jeunesse et des sports de l'océan Indien, ont eu lieu en 2004 à Madagascar, Maurice, La Réunion et les Seychelles.